# هشدارهای پلیس (مجموعه تلویزیونی)
هشدارهای پلیس نام یک مجموعهٔ تلویزیونی به کارگردانی محسن شاه‌محمدی است که در سال ۱۳۶۷ در ۱۷ قسمت تهیه و از شبکه ۱ پخش گردید. بعدها، ساخت این مجموعه تلویزیونی تا مدتی، توسط کارگردان‌های دیگر ادامه یافت.

## خلاصه داستان
این مجموعه تلویزیونی درباره یک کلاهبردار حرفه‌ای به نام «کمالی» است که تحت تعقیب پلیس است و هربار ماجرایی از تبهکاری او به نمایش در می‌آید.

## بازیگران و عوامل تولید

### بازیگران
- مهدی آریان‌نژاد د
- بهزاد رحیم‌خانی
- غلامحسین لطفی
- ملیحه اکبری
- غلامرضا اصانلو
- ابراهیم بصیرت
- هدایت‌الله سجادی
- صفر کشکولی
- داوود غفاری
- سرهنگ رفیعی
- سروان محسن قادری
- اعظم یزدی
- فاطمه یزدی
- نرگس یزدی

### عوامل تولید
- نویسنده و کارگردان: محسن شاه‌محمدی
- تصویربردار: حمید احمدی
- تدوین: محسن شاه‌محمدی
- موسیقی: انتخابی
- تهیه‌کننده: ابوالفضل جهانی‌مقدم
- تعداد قسمتها: ۱۷ قسمت
- مدت زمان: ۵۱۰ دقیقه
- محصول: گروه اجتماعی شبکه ۱ و نیروی انتظامی
- سال تولید: ۱۳۶۷